# Frederique
Frederique is een meisjesnaam en wordt ook wel geschreven als Frédérique, Frederike of Frederiek(e). Variant van de naam is Frederica. Deze schrijfwijze wordt in België ook voor jongens gebruikt.
De naam is afgeleid van de Germaanse jongensnaam Frederik. De betekenis is "machtige door vrede" of "machtige beschermer", van frede- (vrede, bescherming) en -rijk (machtig). De naam Frederica kwam eind 17e, begin 18e eeuw in Europa op.

## Bekende naamdraagsters
- Frédérique Ankoné (1981), Nederlandse schaatsster, wereldkampioene bij de junioren in 2000 en 2001
- Frederique Darragon (± 1950), Franse schilderes, fotograaf en onderzoeker
- Frédérique Huydts (1967-2006), Nederlandse actrice
- Frédérique Ries (1959), Belgische politica
- Frederieke Saeijs (1979), Nederlandse violiste
- Frédérique Sluyterman van Loo (1964), Nederlandse docente, danseres, zangeres en (musical)actrice
- Frédérique Spigt (1957), Nederlandse zangeres
- Frederique van der Wal (1967), Nederlands model
- Frédérique Matla (1996) Nederlandse hockeyster